# La Rançon de la chair
Pour plus de détails, voir Fiche technique et Distribution.
La Rançon de la chair, parfois connu sous le titre Quelle honte, salauds ! (Vergogna schifosi), est un giallo italien de Mauro Severino sorti en 1969.

## Synopsis
Trois jeunes, deux hommes et une femme, tuent accidentellement un homme et abandonnent son corps dans un jardin public. Six ans plus tard, alors qu'ils jouissent d'un statut social respectable, ils reçoivent une lettre anonyme accompagnée d'une photo compromettante, qui les accuse et remet en question des choses qu'ils ont faites dans leur vie. Le maître chanteur exige de l'argent et signe chaque message « Vergogna schifosi » (litt. « Honte à vous ! »).
Ils ne peuvent pas permettre que cela soit révélé, alors ils cèdent en payant l'argent. Le maître chanteur demande de plus en plus souvent, mais ne retire jamais l'argent. Ils soupçonnent que le maître chanteur pourrait être Carletto, un de leurs amis qui a une exposition de peintures. Convaincus qu'il est le maître chanteur, ils le tuent et l'enterrent.
Un jour, ils se rendent tous les trois à la plage avec des amis. Quelqu'un allume un magnétophone et on entend la voix de Carletto qui explique qu'il n'a jamais eu l'intention de les faire chanter, qu'il voulait seulement se moquer d'eux et s'amuser à leurs dépens, en utilisant une vieille photo oubliée. Ils sont tous les trois pétrifiés, tandis que les autres font semblant de n'avoir rien entendu.

## Fiche technique
- Titre français : La Rançon de la chair[1] ou Quelle honte, salauds ![2],[3]
- Titre original italien : Vergogna schifosi[4]
- Réalisation : Mauro Severino
- Scénario : Mauro Severino, Giuseppe D'Agata (it)
- Photographie : Angelo Lotti
- Montage : Gianmaria Messeri
- Musique : Ennio Morricone, dirigé par Bruno Nicolai
- Production : Giorgio Venturini
- Sociétés de production : Filmes Cinematografica
- Pays de production :  Italie
- Langues originales : italien
- Format : Couleur • 2,35:1 • Son mono • 35 mm
- Durée : 95 minutes (1 h 35)
- Genre : Giallo
- Dates de sortie :
  - Italie : 28 février 1969
  - France : 30 août 1972[1]

## Distribution
- Roberto Bisacco : Andrea
- Marília Branco (it) : Lea
- Lino Capolicchio : Carletto
- Ivano Davoli (it) : Le mari de Lea
- Claudia Giannotti :
- Ezio Marano (it) : Artusi, l'ami de Léa
- Carlo Palmucci
- Mirella Pamphili :
- Franca Sciutto (it) :
- Daniël Sola : Vanni
- Carlo Spadoni
- Luciano Tacconi
- Greta Vaillant
- Anna Zinnemann